# Мальта (стоянка)
Мальта́ — одна из наиболее известных позднепалеолитических стоянок Сибири. Находится у нынешнего села Мальта Усольского района Иркутской области на реке Белой, западнее озера Байкал.
Стоянка была открыта, когда крестьянин Савельев, решив углубить у себя дома погреб, выкопал из земли огромную кость. Заведующий деревенской читальней Бертрам, предположив необычность данной находки, сообщил о ней в Иркутск. 7 февраля 1928 года сотрудник Иркутского краеведческого музея, тогда ещё совсем молодой Михаил Герасимов (будущий создатель метода антропологической реконструкции лица по черепу, «метод Герасимова»), прибыл в Мальту и летом начал раскопки. Им была изучена территория площадью около 1000 м².
Радиоуглеродная датировка стоянки указывает, что она существовала в начале сартанского оледенения, примерно 14 750 лет назад (XIII тысячелетие до н. э.). Более поздние данные дали дату ок. 24 тысяч лет назад. Инвентарь близок к материалам стоянок Буреть (находится в 20 км от Мальты) и Ачинской, на этом основании выделяется мальтинско-буретская культура.
В 2020 году на стоянке Мальта́ археологи проводили спасательные работы, так как по территории стоянки пройдёт дорога, предусмотренная проектом строительства обхода города Усолье-Сибирское.

## Жилища, находки раскопки
На территории раскопано 15 жилищ, вытянутых вдоль реки. Так как жилища не перекрывали друг друга, предполагается, что они существовали в одно время. В центре находилось сооружение длиной 14 м и шириной 4—5 м. Другие строения образовывали 3 группы: 6, 4 и 4 жилища, и различались по площади и форме.
Пол был заглублён в землю на 50—70 см. Стены делались из крупных костей мамонта, крыша была покрыта шкурами, фундамент делался из более мелких костей. Одно из жилищ было наземным, каркас стен составляли рога оленей, а в основании — кольцо из массивных плит известняка, поставленных на ребро. Алексей Павлович Окладников подчёркивал сходство конструкции жилищ (полуземлянка с каркасом из костей и узким туннелеобразным выходом) и одежды мальтинцев и эскимосов XVII—XIX вв.
Среди остатков фауны большая часть принадлежит северному оленю. Кроме того, найдены (в порядке убывания) кости песца, шерстистого носорога, мамонта, бизона, быка, лошади, росомахи, льва, волка. Материалы Мальты свидетельствуют, что на песцов, и вообще на некоторых хищников, охотились исключительно ради меха.
Исследования пыльцевых проб указывают на то, что близ поселения росли сосны, берёзы, возможно, ели, но преобладает пыльца травянистых растений.
Каменный инвентарь изготовлен из серого полосчатого кремня, встречаются призматические, конические, кубовидные нуклеусы. Из кремнёвых пластинок изготавливали острия, проколки, небольшие ножи, разнообразные резцы, долотовидные орудия. Из бивня мамонта изготавливали длинные острия с поперечными нарезками, также шилья и иглы. Кроме того, были найдены изделия из нефрита и единичная бусина из тигрового глаза.
В костном детрите людей со стоянок Мальта́ и Сунгирь эпохи второй половины позднего палеолита значения изотопных коэффициентов коллагенового азота составляет 11,3—12,2 ‰, что ниже, чем у более древнего усть-ишимского человека эпохи начала позднего палеолита (13,49—14,47 ‰). Значение изотопа углерода δ13C у Мальта́-1 = −18,4 ‰, изотопа азота δ15N = +12,2 ‰.

## Искусство в Мальте и Бурети

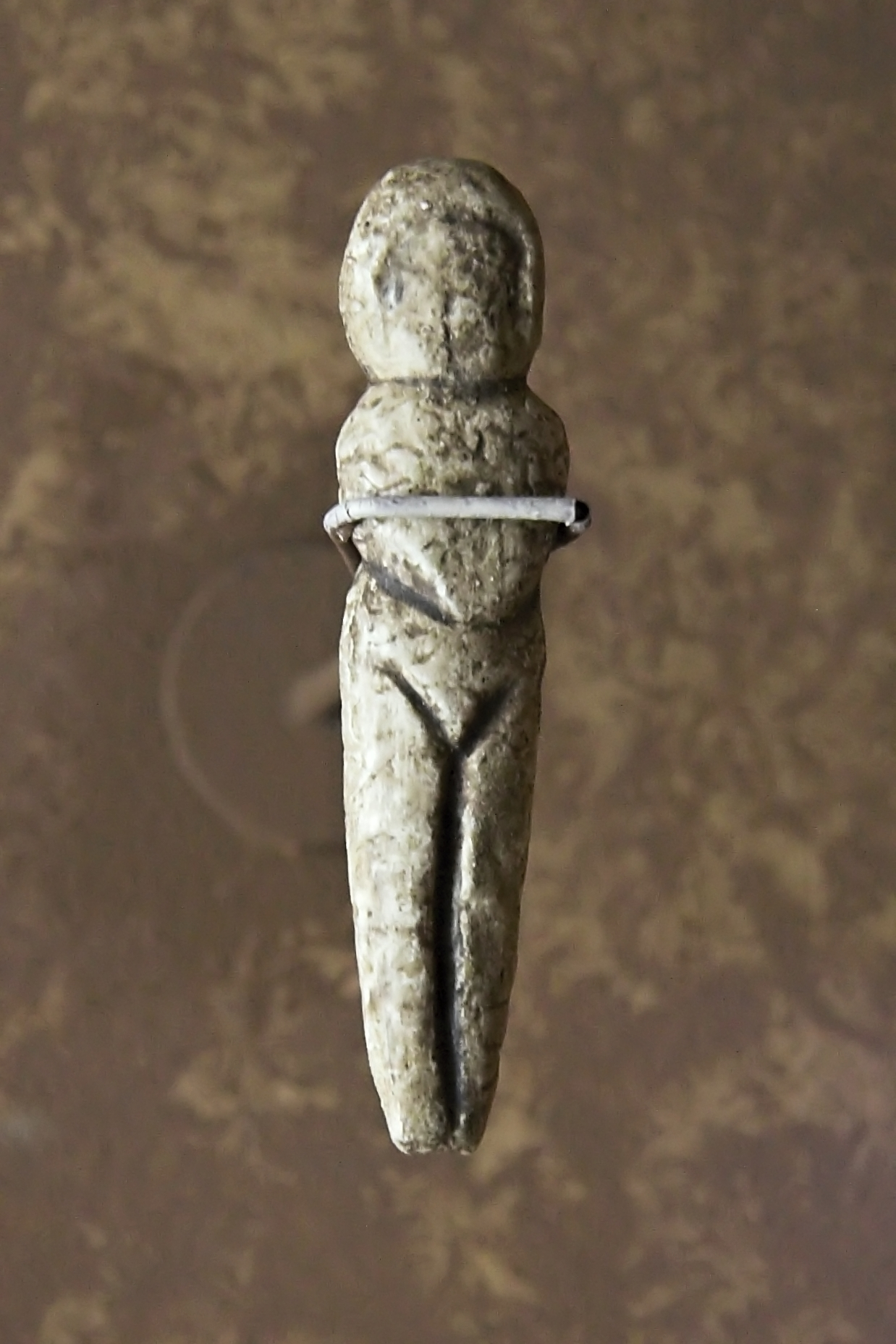
Палеолитическая венера со стоянки Мальта

Всего в Мальте и Бурети найдено около 40 статуэток, от 3,7 см до 13,6 см в высоту. Почти все они изготовлены из бивня мамонта, одна — из рога северного оленя (последняя носит крайне схематический характер). Большая их часть изображает женщин, также есть серия изображений птиц и одна фигура, вероятно, росомахи, покрытая орнаментом из рядов полулунных вырезов. Несколько фигур изображают куропатку, лебедя, а также водоплавающих птиц в полёте: туловище уплощенно-овальной формы, небольшие выступы изображают крылья, треугольная головка сидит на длинной шее.
Поверхность некоторых женских фигурок покрыта сплошным орнаментом (по гипотезе А. П. Окладникова, так изображена меховая одежда). Головки статуэток крупные и часто обладают схематически моделированным лицом. Орнамент на голове — попытка передать причёску. Этим они отличаются от статуэток западноевропейского палеолита, которые передают обнажённое тело и не выделяют черты лица. Формы женщины-матери подчёркнуты в Мальте меньше, груди переданы неглубокой резной линией. Ноги укорочены, в нижней их части просверливались отверстия, что позволяло их подвешивать. 
Кроме статуэток, найдены гравированные изображения. На пластинке бивня мамонта нанесена фигура мамонта. На другой пластине изображены змеи с раздутыми головами.
В Мальте обнаружено единственное погребение ребёнка примерно 4 лет, вместе с которым найден богатый инвентарь: ожерелье из бусинок и подвесок из бивня мамонта, фрагменты изображения летящей птицы, кремнёвые изделия и браслет.
Предметы искусства Мальты и Бурети сближают их с верхнепалеолитическими стоянками Русской равнины (Костёнки, Авдеево, Сунгирь, Зарайск) и в несколько меньшей степени с центрально-западноевропейскими стоянками (Ориньяк, Гримальди и др.).
Плитки из Мальты, покрытые геометрическими узорами, в науке сопоставлялись с австралийскими чурингами, ритмические узоры на которых помогают рассказчику восстановить последовательность мифа.

## Палеоантропология
Сравнительный анализ с использованием данных по 102 индивидам эпох каменного века показал, что молочный второй правый моляр неандертальца из пещеры Окладникова близок к неандертальцу Шатенеф 2 и ближневосточному Homo Схул 10 из пещеры Схул. Ребёнок из пещеры Окладникова близок к крупным верхнепалеолитическим формам Мальта 2 и Павлов 8 (Чехия), некоторым европейским неандертальцам, ближневосточным неандертальцам Кафзех 4 из пещеры Кафзех и Шанидар 7 из пещеры Шанидар. Характеристики коронок постоянных зубов индивида Мальта 2 аналогичны таковым образцов Костëнки 15 и Костëнки 28 из Костëнковско-борщëвского археологического района. По мезиодистальному размеру старший ребёнок из Мальты близок к образцам Костëнки 18 и Сунгирь 2 из Сунгири. Сходство индивидов Костëнки 15 и Мальта 2 наблюдается не только по размерам постоянных зубов, но и по диаметрам молочных вторых моляров, в строении которых отмечен такой важный маркер восточного ствола, как дистальный гребень тригонида, что подтверждает возможность вхождения азиатского компонента в состав носителей костëнковско-городцовской культуры.

## Палеогенетика

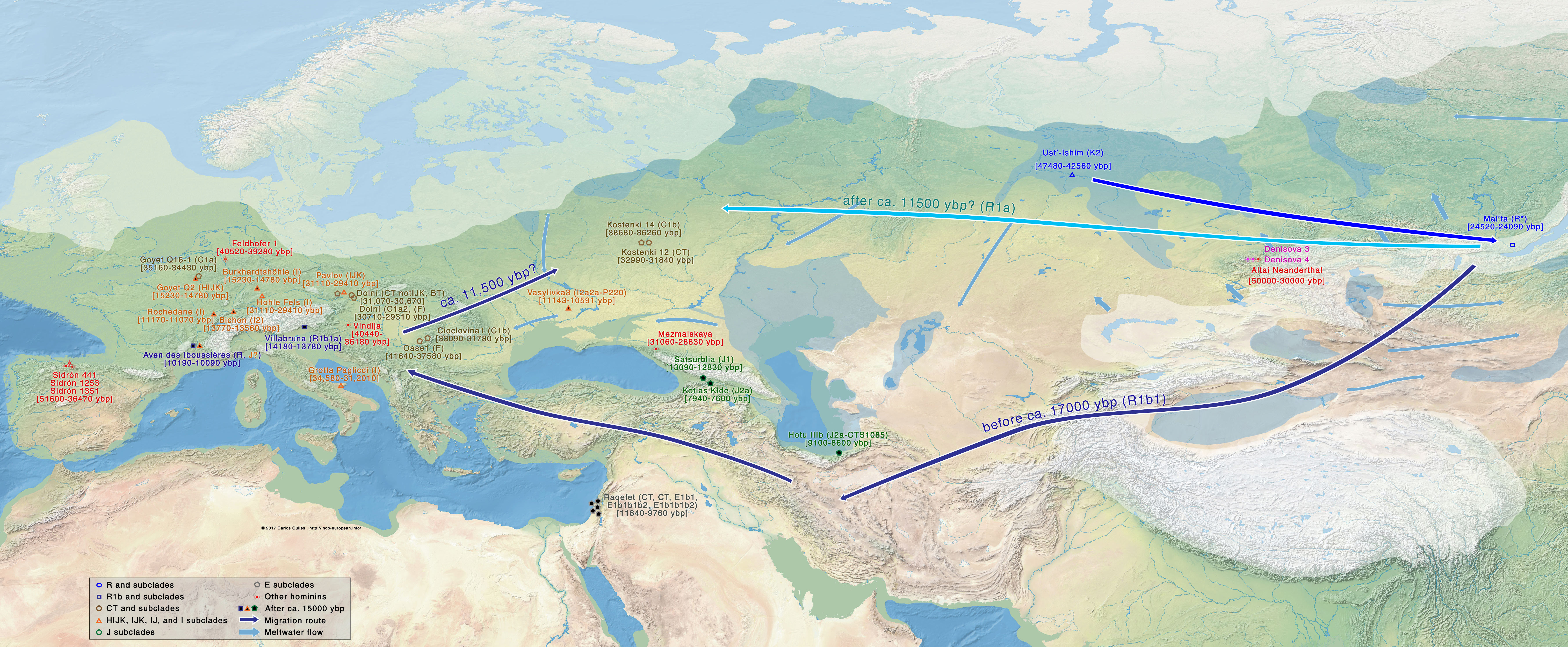

В 2013 году были опубликованы результаты изучения найденного на стоянке скелета мальчика Мальта 1 (MA-1). Мальчик из Мальты жил, согласно откалиброванным данным радиоуглеродного анализа, около 24 тыс. л. н. (23 891—24 423 л. н.). Исследование показало его сходство с европейцами и американскими индейцами и отсутствие связей с современными восточно-азиатскими популяциями. Так, Y-хромосомная гаплогруппа R-M207* мальчика MA-1 говорит о том, что его линия отделилась от ствола дерева, ведущего в том числе к современным европейцам, у самого его основания, а митохондриальная гаплогруппа U напоминает таковую у вымерших охотников и собирателей палеолита, населявших Европу в то время.

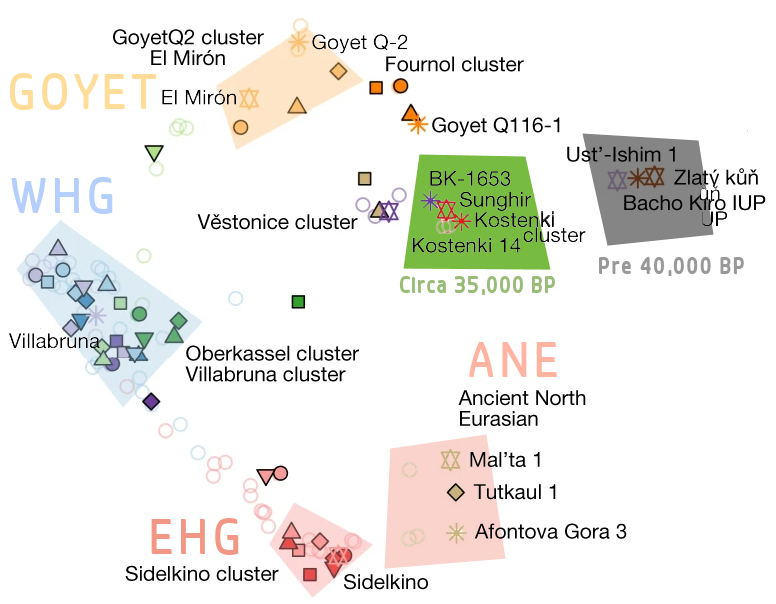
Генетическое положение древних северных евразийцев (Ancient North Eurasian)

 Ядерный геном MA-1 аналогичен аутосомно-генетическим сигнатурам образца Afontova Gora-2 с Y-хромосомной гаплогруппой Q1-F903 (17 тыс. л. н.) с Афонтовой горы в Красноярске. Он на 37 % совпадает с ДНК южно-азиатов, на 34 % — с ДНК европейцев, на 26 % — с ДНК индейцев, на 4 % — с ДНК жителей Океании. Образцы MA-1, AG-2 и AG-3 из Байкальского региона имели общее происхождение и сгруппированы в кластер Мальта́ (Mal’ta Cluster).
Генетическое секвенирование останков с Янской стоянки на севере Якутии показало, что популяция мальтинца (Ancient North Eurasian) была потомком популяции древних северных сибиряков (Ancient North Siberians, ANS), живших 31,6 тыс. лет назад. Смешение восточно-азиатской и северосибирской популяций позже привело к возникновению палеосибирской популяции, представленной образцом Kolyma1 с Y-хромосомной гаплогруппой Q1a1a-F745/M120 из Дуванного Яра (9,77 тыс. л. н.), и предками коренных американцев, впоследствии заселивших Америку.